# Play Hard
"Play Hard" là một ca khúc của DJ người Pháp cùng với sự góp giọng của Ne-Yo và Akon từ phiên bản tái phát hành của Nothing but the Beat, album phòng thu thứ năm của Guetta. Ca khúc được sáng tác bởi David Guetta, Aliaune Thiam, Shaffer Smith, Giorgio Tuinfort và Frédéric Riesterer. Ca khúc đã lọt vào bảng xếp hạng UK Singles Chart của anh ở vị trí #22. "Play Hard" có sử dụng giai điệu kết hợp với ca khúc "Better Off Alone" của Alice Deejay.
"Play Hard" được chính thức gửi tới đài phát thanh của Úc vào tuần lễ ngày 24 tháng 9 năm 2012, trở thành một đĩa đơn chính thức.

## Danh sách ca khúc
| Tải kỹ thuật số | Tải kỹ thuật số                        | Tải kỹ thuật số |
| STT             | Nhan đề                                | Thời lượng      |
| --------------- | -------------------------------------- | --------------- |
| 1.              | "Play Hard" (hợp tác với Ne-Yo & Akon) | 3:21            |

## Tham gia sản xuất
- Hát chính – Ne-Yo, Akon
- Sản xuất – David Guetta, Giorgio Tuinfort, Frédéric Riesterer
- Sáng tác – David Guetta, Aliaune Thiam, Shaffer Smith, Giorgio Tuinfort, Frédéric Riesterer
- Hãng đĩa: EMI, Virgin Records

## Xếp hạng
| Bảng xếp hạng (2012)          | Vị trí cao nhất |
| ----------------------------- | --------------- |
| Úc (ARIA)                     | 16              |
| Áo (Ö3 Austria Top 40)        | 10              |
| Bỉ (Ultratop 50 Flanders)     | 19              |
| Bỉ (Ultratop 50 Wallonia)     | 25              |
| Canada (Canadian Hot 100)     | 34              |
| Đan Mạch (Tracklisten)        | 17              |
| Pháp (SNEP)                   | 32              |
| Đức (GfK)                     | 8               |
| Ireland (IRMA)                | 30              |
| Thụy Sĩ (Schweizer Hitparade) | 9               |
| Anh Quốc Dance (OCC)          | 3               |
| Anh Quốc (OCC)                | 22              |